# Endonymie
L’endonymie est le fait, pour un nom, d'être employé régulièrement et couramment par une population pour se désigner elle-même ou l'endroit où elle vit dans sa propre langue, ce nom est l’endonyme. Par extension, toute dénomination d'un groupe d'individus dans sa propre langue, même différent du nom régulier (officiel), est un endonyme.

## Définition de l’endonyme par le GENUG
L'endonyme est défini par le groupe d'experts des Nations unies (GENUG) comme un « nom géographique utilisé dans la forme (ou la transcription) exacte de la langue du lieu (topos) et du territoire où la langue ayant produit cette forme est langue officielle ». Toute autre forme est un exonyme et l'ablation des signes diacritiques suffit pour créer un exonyme. Par exemple : Moscou est un exonyme français de Moskva (endonyme transcrit de Москва), Balti un exonyme de Bălți.
Source : Glossaire de la terminologie toponymique (Pr. Naftali Kadmon).

## Exemples
- Nom régulier correspondant à l’endonyme. Biélorussie, Birmanie, Esquimaux ou Eskimos, Tziganes ou Gitans sont des exonymes qui ne sont pas des noms réguliers. Ceux-ci sont respectivement les endonymes Belarus, Inuits et Roms.
- Nom régulier correspondant à l’exonyme : l'Allemagne. Les Allemands nomment leur pays Deutschland. Mais Allemagne, Germany ou Duitsland, exonymes de langues respectivement française, anglaise et néerlandaise sont les noms réguliers de ce pays. Pareil pour la Finlande: Suomi en finnois, Finlande, Finland ou Finnland dans d'autres langues.
- Endonymes et exonymes utilisés en parallèle : Hellènes et Grecs, ou encore Roumains et Valaques (cet exonyme français courant jusqu'au XIXe siècle — voir Walh —, est encore utilisé dans tous les atlas historiques occidentaux actuels).

## Étymologie du mot
Endonymie provient de endo- (intérieur) et -onymie (nom) en grec.

## Connotation de l'usage
L'emploi de l'endonymie est la plupart du temps conforme à la notion de politiquement correct[non neutre] visant à combattre l'impérialisme culturel et l'ethnocentrisme. Légitime lorsque les exonymes ont des connotations péjoratives, elle conduit parfois à ignorer les règles académiques ou scientifiques. Certains auteurs et certaines organisations politiques ou États refusent ainsi d'utiliser les noms communs de leur propre langue alors que ces noms n'ont rien de péjoratif ("Myanmar", "Moldova" au lieu de Birmanie et Moldavie en français, "Côte d'Ivoire" au lieu d'Elfenbein-Küste ou "Moldawien" au lieu de Moldau en allemand).[non neutre]
D'autres (suivis parfois par les pouvoirs politiques de leurs pays) préfèrent identifier les langues par un toponyme local plutôt que par son nom générique linguistiquement reconnu (américain au lieu d'anglais, moldave au lieu de roumain, monténégrin ou bosniaque au lieu de serbo-croate…).
Ainsi, le refus d'utiliser ce qui est perçu comme un exonyme pose un problème lorsqu'il n'existe pas de consensus identitaire au sein d'un même groupe. Par exemple, le rejet du terme "Eskimo" par les Inuits du Canada devenue quasiment une règle de bienséance dans la littérature mondiale exclut de l'identité eskimo les Yupiks de l'Ouest de l'Alaska. Les Yupiks ont pourtant adopté l'exonyme, ainsi que nombre d'Inuits alaskans du Nord, à défaut d'autre terme générique, comme un endonyme car ils se perçoivent comme faisant partie de la même famille ethnique malgré quelques différences linguistiques et culturelles.[réf. souhaitée]

## Listes existantes
- Exemple d'exonymes de langue française concernant les pays, et de l’endonyme correspondant :

| Exonyme          | Endonyme |
| ---------------- | --- |
| Albanie          | Shqipëria (littéralement « pays des aigles »). L'aigle à deux têtes a pour origine le sceau de Skanderbeg, héros albanais qui mena au XVe siècle la révolte contre l'empire ottoman. |
| Algérie          | Al Djazaïr (issu vraisemblablement d'un terme d'origine arabe « Al Djozor » signifiant « Les îles », probablement en référence aux îles en face de la ville d'Alger, mais cette étymologie est parfois contestée) |
| Allemagne        | Deutschland (« terre du peuple », « deutsch » provenant de « theudisk » qui, en germanique, est l'adjectif du substantif « thiud » désignant le peuple. Dans les cultures anciennes, il était fréquent de se désigner par un mot qui signifiait simplement : les hommes, la tribu, le peuple, par opposition à tous les autres) |
| Arménie          | Hayastan (« terre de Haïk ») |
| Bhoutan          | Druk Yul (« terre du dragon » en dzongkha) |
| Canada           | Kanata signifie « le village » en iroquois |
| Canton           | Guangzhou (廣州), les caractères signifiant « Vaste Préfecture » |
| Chine            | Zhongguo (中國), les caractères signifiant (« Pays du milieu ») |
| Corée            | Chosŏn (Joseon)(조선 / 朝鮮) en Corée du Nord et Hanguk (한국 / 韓國) en Corée du Sud, mais Goryeo (고려 / 高麗), à l'origine du mot Corée, est également utilisé comme mot neutre pour désigner la Corée ; voir les articles détaillés Noms de la Corée et Pays du Matin calme.                                                |
| Empire byzantin  | L'Empire romain ou la Romanie (Geoffroi de Villehardouin), en grec archê ton Rhômaion, litt. « État des Romains » (Constantin VII Porphyrogénète) |
| Égypte           | Miṣr (مصر) en arabe, Maṣr en arabe égyptien; signifiant « un pays » ou un « État » (du nom de Misraïm) |
| Finlande         | Suomi en finnois (lui-même issu de « saami » ou « sami » désignant le peuple lapon), mais est appelée Finland en suédois |
| Géorgie          | Sakartvelo |
| Grèce            | Ellás (Ελλάς) ; voir Noms des Grecs. |
| Hongrie          | Magyarország (La terre des « magyars », terme issu du vieil hongrois « magy » signifiant « être humain » avec le suffixe « er » ou « ar » signifiant « homme » ou « mâle ») |
| Empire des Incas | Tawantinsuyu (« Quatre Coins ») |
| Inde             | Bhārat en hindî, mais India est aussi reconnu officiellement ; voir Origine du nom de l'Inde |
| Japon            | Nippon / Nihon (日本, « Pays d'origine du soleil », souvent traduit « pays du Soleil levant » ; voir Noms du Japon) |
| Maldives         | Dhivehi raajj'e ; (« Les îles du peuple Dhivehi » en langue divehi ; voir Histoire des Maldives) |
| Maroc            | al-Maghrib (« L'Ouest » en arabe ; voir aussi Maghrib et Maghreb) |
| Monténégro       | Crna Gora / Црна Гора (« Montagne noire » en serbe ; voir Histoire du Monténégro) |
| Nouvelle-Zélande | New Zealand / Aotearoa (« La terre du nuage long et blanc ») |
| Sumer            | Ki-en-gi (« Lieu des seigneurs civilisés ») |
| Tibet            | Bhöd |
| Yucatán          | Yucatan signifiant « Je ne comprends pas », le nom de Pais de los Maya (pays Maya) est préféré |

- Exonymes et endonymes ethniques

| Exonyme                                                     | Endonyme                                                   |
| ----------------------------------------------------------- | ---------------------------------------------------------- |
| Aztèques                                                    | Mexica ou Tenochca                                         |
| Berbères                                                    | Imazighen (singulier Amazigh, « homme libre »)             |
| Gagaouzes                                                   | Gök-Oguz (« Les taureaux bleus »)                          |
| Gitans, Tsiganes, Manouches, Romanichels, Bohémiens, Sintis | Rom (« homme accompli et marié au sein de la communauté ») |
| Iroquois                                                    | Haudenosaunee (« La Ligue de Paix et de puissance »)       |
| Sumeriens                                                   | Sag-gi-ga (« Le peuple à tête noire »)                     |
| Touaregs                                                    | Kel-Taguelmost (« Les hommes en bleu »)                    |